# Raúl Castronovo
Raúl Castronovo (Rosario, 11 gennaio 1949) è un ex calciatore argentino, di ruolo attaccante.

## Carriera

### Club
Dopo aver giocato in Argentina e Uruguay, tenta l'avventura in Europa, prima in Francia poi in Spagna, con risultati discreti.